# Оршица
Орши́ца, древнее название Рша (бел. Аршы́ца) — река в Беларуси, правый приток Днепра, протекает по Оршанскому району Витебской области. На ней возник древний город Орша (в 1067 году город и река носили название Рша).

## Происхождение названия
Согласно В. Н. Топорову и О. Н. Трубачёву, название реки Оршица имеет балтское происхождение. Начальное о- здесь, по их мнению, является протетическим (присоединяемым перед согласными звуками), а в гидрониме выделяется корень *Rus-, от которого также происходят лит. Rusnė, Русота, прусск. Russa. Они связаны с лит. rusėti «медленно течь», rusenti «медленно гореть».
В. А. Жучкевич считал, что название реки Орша могло произойти от формы «Ржа» или «Ржавка», в связи с цветом воды.

## География и гидрология
Длина реки — 33 км, площадь водосборного бассейна — 519 км². Расход воды в устье — 3,3 м³/с, наклон водной поверхности — 0,4 м/км. Протекает по Оршанской возвышенности (части Белорусской гряды). Река берёт своё начало из озера Ореховского, в которое впадает река Чёрная. Через реку переброшены железобетонные и деревянные мосты. Под одним из таким мостов река пересекает трассу М8, являющуюся частью европейского маршрута E 95.
От истока к устью на реке расположены населённые пункты: Ореховск, Малое Бабино, Гришаны, Усы, Селекто, Высокое, Обухово, Барсуки, Хлусово, Антовиль, Можеевка, Андреевщина, Мосеевка, Городня, Ерошевичи, Липки и город Орша.
В реку впадают притоки:
- правые: Мироновка, Скунья, Почалица;
- левые: Выдрица.